# Convento di Sant'Isabella (Cuéllar)
Il convento di Santa Isabella o convento di Sant'Anna è un edificio situato nella città di Cuéllar, comune della provincia di Segovia, comunità autonoma di Castiglia e León in Spagna.
È conosciuto anche col nome di Convento delle terziarie francescane di Santa Isabella.

## Storia
Fu fondato nel 1571 sotto il patronato del ducato di Alburquerque, signori della città dal 1464 al 1811 dopo l'abolizione delle signorie in Spagna, fu fondato da Francisca de la Cueva, figlia del terzo duca.
Durante il XVI e il XVII secolo raggiunse il suo apogeo, contando nella sua comunità circa 30 religiose, poi dal 1775 cadde in declino fino a venir abbandonato nel 1835. Nel 1849 si pensò di destinare l'edificio a tribunale e carcere, ma durante la Desamortización di Mendizábal fu venduto in due parti: la zona conventuale passò in mano alla famiglia della poetessa Alfonsa de la Torre; la chiesa, dopo esser stata destinata ad uso commerciale, nel 2005 fu praticamente distrutta da un incendio.